# Verein demokratischer Ärzt*innen
Der Verein demokratischer Ärzt*innen (Eigenbezeichnung auch vdää*), bis November 2021 Verein Demokratischer Ärztinnen und Ärzte, versteht sich als ein gegenüber den ständisch orientierten Interessenvertretungen für Ärzte (Ärztekammern, Bundesärztekammer, Kassenärztliche Vereinigung) oppositioneller Berufsverband. Er wurde am 9. November 1986 in Frankfurt am Main gegründet. Hervorgegangen ist er aus der Arbeitsgemeinschaft oppositioneller Delegierter in den Landesärztekammern. Politisch versteht sich der Verein als Sprachrohr und Zusammenschluss von Ärzten, Psychotherapeuten sowie Medizinstudenten, die der „ärztlichen Standespolitik“ eine sozial verantwortliche, an den Interessen von Patienten ausgerichtete Versorgung und Gesundheitspolitik entgegensetzen. Der vdää strebt eine interprofessionelle Kooperation mit allen Berufsgruppen in Klinik, Praxis und öffentlichem Gesundheitswesen an. Der Verein bezieht sich in seiner Arbeit auf den Zusammenhang zwischen den gesellschaftlichen Verhältnissen und Krankheit und Gesundheit („Krankheit ist ohne Politik nicht heilbar“).

## Organisation
Der Vorsitzende von der Gründung bis 2003 war der Frankfurter Orthopäde Winfried Beck. Sein Nachfolger war bis 2017 der Münchener Anästhesist Wulf Dietrich, seitdem gibt es fünf gleichberechtigte Vorsitzende. Die Geschäftsstelle befindet sich im hessischen Maintal. Nadja Rakowitz ist seit 2006 die Geschäftsführerin.
Innerhalb des Vereins gibt es verschiedene Arbeitskreise (z. B. zur stationären Versorgung, zur ambulanten Versorgung, zur Versorgung in Gefängnissen). Auch Medizinstudierende arbeiten im vdää mit und vertreten den vdää und seine gesundheitspolitischen Ziele durch Veranstaltungen und Aktionen an den medizinischen Fakultäten. Regionale Gliederungen des Vereins existieren in Form von Orts- bzw. Regionalgruppen (z. B. Berlin, Hamburg, Rhein-Main, Rhein-Ruhr). In Hessen, Nord und Süd Württemberg, Südbaden und dem Münchener Umland gibt es zudem mit der Politik des vdää sympathisierende „Listen demokratischer Ärztinnen und Ärzte“. Auch in der „Fraktion Gesundheit“ in der Berliner Ärztekammer sind Mitglieder des vdää aktiv. Bei diesen Listen handelt es sich um Zusammenschlüsse von Ärzten, die bei Wahlen zu den jeweiligen regionalen Ärztekammern antreten.

## Wesentliche Ziele
- Eine Medizin, die sich an den Interessen der Patienten und dem Ziel guter Arbeitsbedingungen für die Mitarbeiter im Gesundheitswesen orientiert[4]
- qualitativ gleiche medizinische Behandlung von Menschen aller Schichten, d. h. Ablehnung jeglicher Form einer „Zweiklassenmedizin“
- Forderung einer einheitlichen Bürgerversicherung[5][6][7]
- Kritik der zunehmenden Kommerzialisierung der Medizin
- Abschaffung der Fallpauschalen (DRG – Diagnosis Related Groups) als Finanzierungsgrundlage der stationären Versorgung[8]
- Beschneidung des Einflusses des „medizinisch industriellen Komplexes“ (Pharma- und Geräteindustrie)
- Eintreten für die Wahrung der „informationellen Selbstbestimmung“ der Patienten in Gesundheitsvorsorge und Krankenbehandlung
- Förderung von sozialem, ökologischem und politischem Engagement von Ärzten
- Förderung alternativer Versorgungsformen in der ambulanten Versorgung
- solidarische Unterstützung partizipativer Gesundheitsbewegungen international
- uneingeschränkte medizinische Versorgung von Geflüchteten
- Engagement in der Friedensbewegung

## Aktivitäten
In vielen medienwirksamen Debatten, wie über die Verbreitung von Verschwörungstheorien.im Zusammenhang mit der Covid-19-Pandemie, das Abrechnungsverhalten von niedergelassenen Ärzten, die Streikbereitschaft bei Tarifverhandlungen und Rationierungspläne (sogenannte Priorisierung), sowie die Kommerzialisierung des Gesundheitswesens bezieht der vdää kritisch Stellung. Weiterhin ist der vdää aktives Mitglied im Bündnis „Krankenhaus statt Fabrik“ und Teil von Bündnissen wie Unteilbar (#unteilbar) und dem Bündnis für sexuelle Selbstbestimmung.
Der Verein arbeitet auch mit seiner Schwesterorganisation, dem Verein Demokratischer Pharmazeutinnen und Pharmazeuten (VDPP) zusammen. Weitere Kooperationspartner sind: MEZIS, medico international, attac, IPPNW – Internationale Ärzte für die Verhütung des Atomkrieges – Ärzte in sozialer Verantwortung. Seit ihrer Gründung 2011 ist der vdää auch Mitglied in der Deutschen Plattform für Globale Gesundheit.
Die vdää-Zeitschrift ''Gesundheit braucht Politik'' erscheint mindestens viermal im Jahr zu unterschiedlichen Schwerpunktthemen. Einmal jährlich findet ein gesundheitspolitisches Forum statt.

## Geschichte
Der vdää sieht sich in der Nachfolge der oppositionellen Ärztebewegung.
Oppositionelle Strömungen innerhalb der Ärzteschaft reichen zurück bis in die Zeit der industriellen Revolution im 19. Jahrhundert. Einerseits machte die Medizin damals durch die Anwendung naturwissenschaftlicher Methoden Fortschritte in Diagnostik und Therapie, andererseits erforderten die sozialökonomischen Bedingungen seit Aufkommen der Lohnarbeit neue Antworten der Gesundheits- und Sozialpolitik. Neue Gesundheitsgefahren durch die Industriearbeit (Maschinenunfälle, Vergiftungen durch chemische Arbeitsstoffe, überlange Arbeitszeiten), Massenarbeitslosigkeit, Verelendung in schlechten Arbeits- und Wohnverhältnissen („Man kann mit einer Wohnung einen Menschen genauso gut töten, wie mit einer Axt“, Heinrich Zille, 1858–1929) sind die Probleme, die zunächst nur von wenigen „Armenärzten“ angegangen werden. Johann Peter Franks (1745–1821) „Akademische Rede vom Volkselend als Mutter der Krankheiten“ spiegelt dies wider wie auch das Wirken und die Schriften von Rudolf Virchow (1821–1902), mit Rudolf Leubuscher Herausgeber der kurzlebigen Wochenzeitung Die medicinische Reform, sowie die seines Freundes und Kollegen Salomon Neumann (1819–1908), der 1847 schrieb: „Die Medicin ist, ihrem innersten Kern und Wesen nach eine sociale Wissenschaft.“
Mit der Einführung der Gesetzlichen Krankenversicherung (1883) sahen sich Ärzte einem neuen gesundheitspolitischen Akteur gegenüber, den Krankenkassen, die die Gesundheitsversorgung für ihre Mitglieder (zunächst nur Fabrikarbeiter) finanzierten und dafür private Ärzte zu ausgehandelten Preisen kontraktierten, die sogenannten Kassenzulassungen. Dies verschärfte die Konkurrenz unter den niedergelassenen Ärzten. Mit der Gründung von Ärzteverbänden sollte dieser Konkurrenz entgegengewirkt werden. Das war die Geburtsstunde der ärztlichen Standespolitik in Deutschland. Im Jahr 1900 wurde von Herrmann Hartmann der „Schutzverband der Ärzte Deutschlands zur Wahrung ihrer Standesinteressen“ gegründet, der kurz darauf in „Verband der Ärzte Deutschlands zur Wahrung ihrer wirtschaftlichen Interessen“, begleitet von seiner Aussage „Bis jetzt haben wir Ärzte bei unseren Kämpfen … auf die Standeswürde und Standesehre gepocht, ich sage ihnen Geld, Geld ist die Hauptsache“- Nach dem Tod ihres Gründers wurde die Organisation in 1923 in „Verband der Ärzte Deutschlands (Hartmann Bund)“ umbenannt.
Das Selbstverständnis dieses Verbands blieb nicht unwidersprochen, es bildete sich eine oppositionelle Gegenströmung, 1913 wurde der sozialdemokratische Ärzteverein gegründet, aus dem später der ''Verein sozialistischer Ärzte'' (VSÄ) hervorging. Der VSÄ förderte sozial fortschrittliche Projekte wie Sexualberatungsstellen und Krankenkassen-Ambulatorien mit angestellten Ärzten, versuchte einigend auf Kassen und Ärzteschaft im Interesse der Sozialversicherten einzuwirken und beteiligte sich aktiv am Widerstand gegen den beginnenden deutschen Faschismus und die überwiegend bereitwillig gleichgeschaltete Ärzteschaft. Jüdische Ärztinnen und Ärzte und ihre Familien wurden – z. T. unter maßgeblicher Mitwirkung von ärztlichen Standesvertretern – Opfer nationalsozialistischer „Säuberungsmaßnahmen“, die auch jüdische und kommunistische Mitarbeiter in den Krankenkassen betreffen. Der VSÄ wurde bereits im März 1933 verboten, die meisten seiner Mitglieder flohen ins Exil (Palästina, USA, England, Türkei).
Ein wichtiger Bezugspunkt der oppositionellen Haltung des vdää war nach seiner Gründung die kaum stattgefundene Entnazifizierung der Ärzteschaft nach dem 2. Weltkrieg (vgl. Liste von NS-Ärzten und Beteiligten an NS-Medizinverbrechen). Die Institutionen der ärztlichen Selbstverwaltung wurden restauriert. Nur die Reichsärztekammer wurde als nationalsozialistische Folgeorganisation verboten. Die mit Wissen und unter maßgeblicher Beteiligung der Ärzteschaft begangenen Verbrechen blieben mit Ausnahme der Nürnberger Kriegsverbrecherprozesse, bei denen auch einige ärztliche Täter exemplarisch verurteilt und bestraft wurden, bis in die 80er Jahre fast vollständig unaufgearbeitet.
Die Entstehung und Kontinuität des Vereins wurde außerdem befördert durch die Studentenrevolte der 1960er und die Gesundheitsbewegung der 1980er Jahre. Die Initiative zur Vereinsgründung ging von der bereits 1976 formierten ''Liste demokratischer Ärzte'' in der Landesärztekammer Hessen aus. 1983 gründeten die ''Listen demokratischer Ärztinnen und Ärzte'' verschiedener Ärztekammerbezirke eine bundesweite Arbeitsgemeinschaft, deren Geschäftsstelle im gleichen Jahr in Frankfurt am Main die Arbeit aufnahm, Rundbriefe erstellte und Treffen organisierte. Zu den Gründungsmitgliedern zählen Winfried Beck, Beate Schücking, Wulf Dietrich, Birgit Drexler-Gormann und Hans-Ulrich Deppe.